# Іванеш
Іванеш (рум. Ivaneș) — село у повіті Нямц в Румунії. Входить до складу комуни Біказ-Кей.
Село розташоване на відстані 265 км на північ від Бухареста, 37 км на захід від П'ятра-Нямца, 133 км на захід від Ясс, 131 км на північ від Брашова.

## Населення
За даними перепису населення 2002 року у селі проживали 867 осіб. Усі жителі села рідною мовою назвали румунську.
Національний склад населення села:
| Національність | Кількість осіб | Відсоток |
| -------------- | -------------- | -------- |
| румуни         | 796            | 91,8%    |
| цигани         | 70             | 8,1%     |